# نیسان پینو
نیسان پینو (Nissan Pino) خودرویی است که در سال‌های ۲۰۰۷ تا ۲۰۱۰تولید شده‌است.
این خودرو در کلاس خودرو کی قرار گرفته، است.
موتور آن ۶۶۰ سی‌سی است.

## نگارخانه

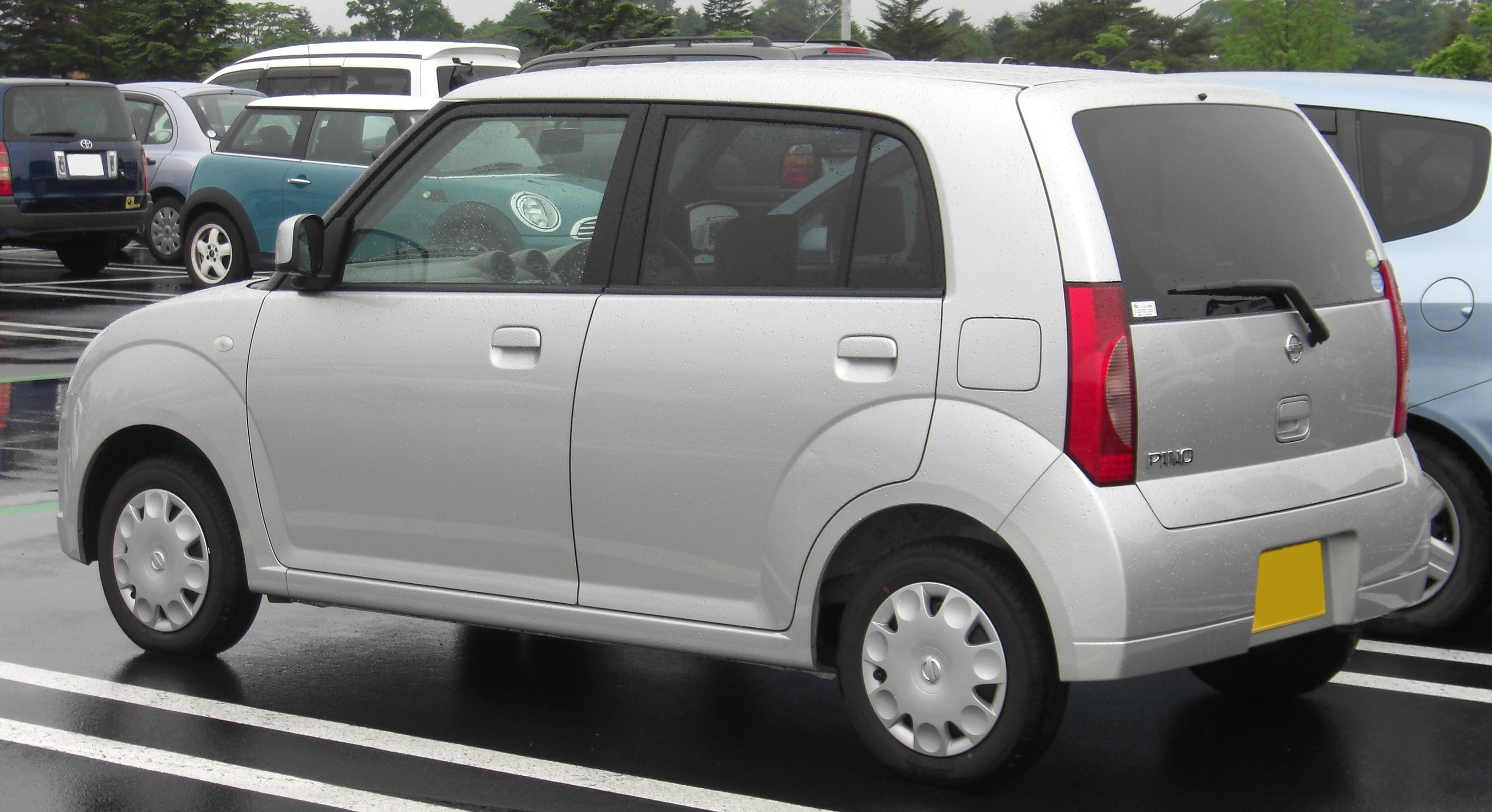